# Střelná
Obec Střelná se nachází 3,5 km východně od Horní Lidče v okrese Vsetín. Žije zde 550 obyvatel.

## Geografie
Téměř celý katastr obce leží na východní Moravě, avšak k 25. červenci 1997 se obce dotkla úprava státní hranice se Slovenskem, kdy k ní mimo jiné byly připojeny i některé původně slovenské parcely. Nejbližším městem jsou Valašské Klobouky, ležící přibližně 10 km od Střelné. Střelná přímo hraničí se Študlovem na jihu, s Horní Lidčí na západě, s Francovou Lhotou na severu a se slovenskými obcemi Strelenka (místní část Lysé pod Makytou) na východě a Zubák na jihovýchodě. Obcí prochází silnice I. třídy č. 49 (I/49) Otrokovice – Beluša a železniční trať Horní Lideč – Púchov z roku 1937 (čís. 280 a 125).
Obec leží v Lyském průsmyku mezi pohořími Bílé Karpaty na jihu a Javorníky na severu, od západu částečně zasahuje Vizovická vrchovina. Žádné z těchto pohoří tedy nezasahuje až přímo do obce. Geomorfologicky patří obec do Vnějších Západních Karpat, oblast Slovensko-moravské Karpaty.
Nadmořská výška ve středu obce 510 m., u kostela 526 m. Nejvyšší horou v katastru je Končitá 817 m n. m. (jihovýchodně), ležící v pohoří Bílé Karpaty. Nejnižším místem v katastru je koryto potoka Lyský, 448 m n. m. na hranici se Slovenskem v Lyském průsmyku (východně). Přímo nad obcí se vypíná hora Čubek 678 m n. m. Průměrná nadmořská výška katastru obce 630 m. Sousedními obcemi sídla jsou Horní Lideč, Francova Lhota a Študlov.
Významné vrchy v katastru obce:
- Končitá 817 m n. m., Bílé Karpaty;
- Čubek 678 m n. m., Javorníky;
- Tisůvek 640 m n. m., Javorníky;
- Cibulka 636 m n. m., Bílé Karpaty;
- Kříb 634 m n. m., Javorníky;
- Střelenský vrch 616 m n. m., sníženina mezi Čubkem a Tisůvkem, Javorníky;
- Horní část obce (u kostela) 526 m n. m., Lyský průsmyk.

## Historie
První písemná zmínka o obci pochází z roku 1511, některé zdroje uvádí 1479. Již dříve stála na tomto území tvrz, které měla chránit průsmyk na moravsko-uherské hranici. Samo jméno obce svědčí o tom, že nejprve byla osídlena vojáky – lučištníky. Střelná byla nejprve samostatný statek, ale od počátku 16. století patřila pod správu brumovského hradu.
Roku 1663 ves značně utrpěla ničivým vpádem Turků a Tatarů, roku 1683 ji zpustošili Tökölyho vojáci a v letech 1704–1708 byla několikrát přepadena kuruckými povstalci. Obyvatelé obce tedy velmi trpěli neustálými spory majitelů brumovského a lednického panství. Z historických pramenů také vyplývá, že původní obec byla přímo na hranici a teprve v 17. století byla asi 3 km od hranice vybudována obec nová (současná). V 18. století zde zemskou hranici střežili portáši. Hraniční spory byly vyřešeny až roku 1766. K 25. červenci 1997 se obce dotkla úprava státní hranice se Slovenskem, kdy k ní mimo jiné byly připojeny i původně slovenské parcely s moderními čísly 1633/1, 2575, 2576 a 2577.

## Historie kostela Panny Marie Nanebevzaté
V říjnu 1950 byl posvěcen hřbitov ve Střelné. Do té doby byli zemřelí ze Střelné pochováváni na hřbitově v Lidečku. Součástí střelenského hřbitova byla i budova márnice, v níž byla kaple se sochou Panny Marie, která je nyní v kostele. Zde se scházeli věřící k májovým pobožnostem. Podle ústního podání byla socha Panny Marie a také Křížová cesta, která je také v kostele, dovezena z některého ze zrušených klášterů, ale není známo odkud. 
V srpnu 1968 byl slavnostně posvěcen základní kámen nového chrámu. Přes všechny těžkosti a problémy se stavba zahájila. Stavební povolení bylo vydáno na projekt kostela v Lačnově a pro střelenský kostel je architekt Jan Ptáček zhotovoval průběžně se stavbou. 
Stavba byla dokončena v roce 1971, a protože už kostel nemohl být oficiálně posvěcen, byl alespoň benedikován Paterem Karlem Plevákem, farářem z Lidečka. Přestože veškeré práce prováděli občané zdarma a potřebné finance se získávaly sbírkami, byl kostel po dokončení majetkem státu a právo hospodaření měl  Místní národní výbor Střelná. V evidenci byl veden jako obřadní síň, protože se zde konaly pouze pohřby, jejichž součástí byla i zádušní mše. 
Vybavení kostela bylo velmi jednoduché. Na čelní zdi byl tmavě červený sametový závěs a v horní části byla umístěna socha Panny Marie, která je v kostele i dnes. V roce 1991 rozhodlo zastupitelstvo obce, po dohodě s P. Josefem Čunkem, farářem v Lidečku, že kostel bude předán farnosti Lidečko a po potřebných úpravách bude konečně řádně posvěcen. Projekt na vnitřní úpravy zpracoval architekt arcibiskupství olomouckého Tomáš Černoušek a vitráže navrhl a vyrobil akademický malíř Jan Jemelka z Olomouce. 
Slavnostního posvěcení se tedy kostel dočkal až 22. srpna 1992 z rukou pomocného biskupa olomouckého Mons. Josefa Hrdličky. Od té doby jsou zde pravidelně slouženy mše svaté, a to v neděli v 9 hodin a v pátek v 16:30 hodin. V červenci 2009 byla Střelná převedena do farnosti Francova Lhota.

## Obecní symboly
Autorem znaku a vlajky Střelné je heraldik Miroslav Pavlů. Symboly byly obci uděleny dne 1. prosince 1997 předsedou Parlamentu České republiky Milošem Zemanem. 
Miroslav Pavlů spojil takzvané mluvící znamení (střelu – šíp) s křídlem z erbu pánů z Lomnice, významných držitelů brumovského panství i Střelné v 16. století. Heraldické lilie, umístěné v hlavě štítu, jsou odkazem na patrocinium střelenského kostela zasvěceného Panně Marii Nanebevzaté.

## Pamětihodnosti
- Kostel Panny Marie Nanebevzaté
- Zvonice[9]
- Památná lípa
- Střelenský tunel

## Lidové tradice a zvyky
V obci se udržují tradiční zvyky: obchůzky Mikulášů, Lucek, Tří králů a fašanek. Dále pak stavění májů, traktoriáda, dětský den, pouť či dožínky.

## Doprava
Vesnici prochází Hranice na Moravě – Púchov se stejnojmennou zastávkou a silnice první třídy I/49.

## Fotogalerie

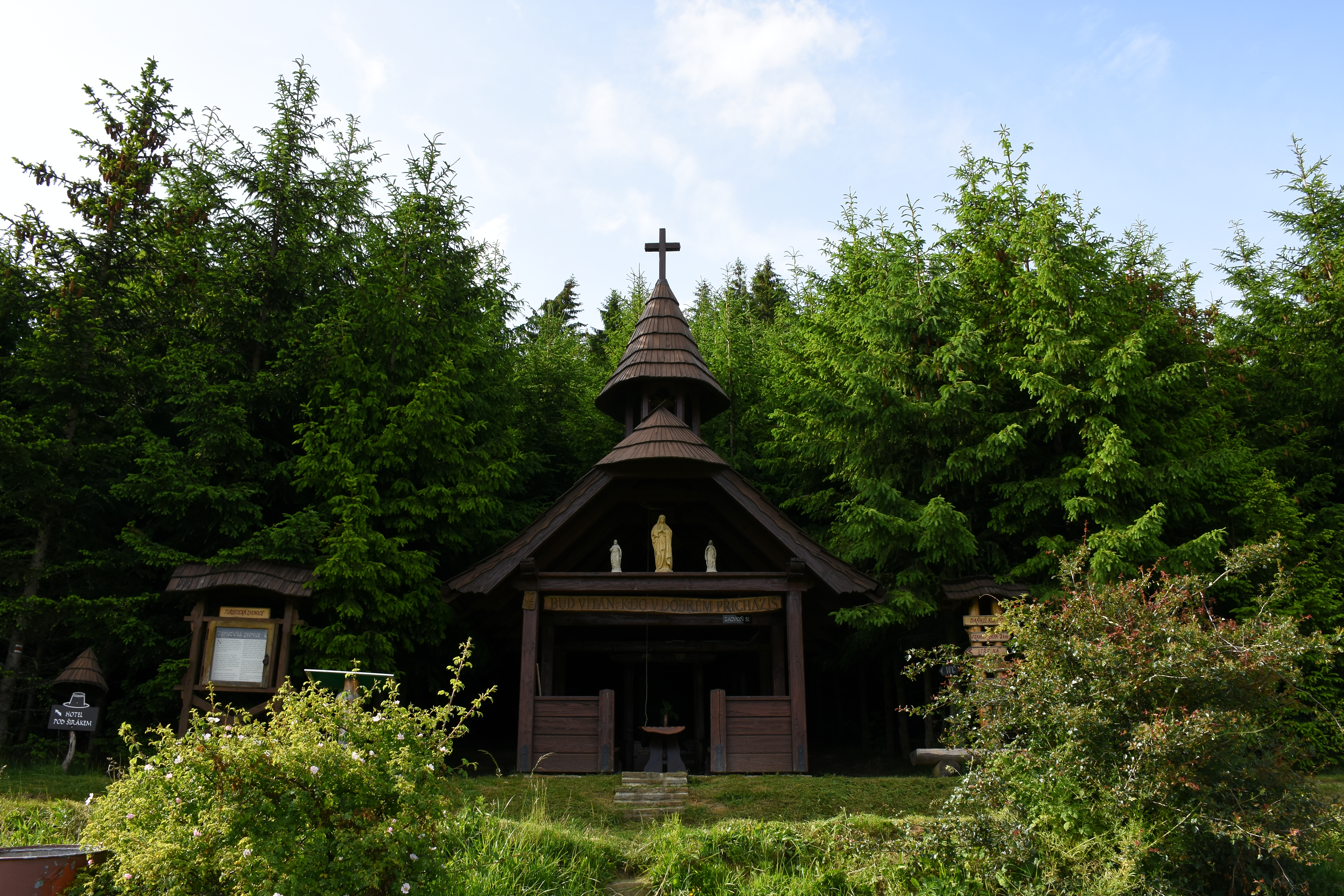
Kaplička
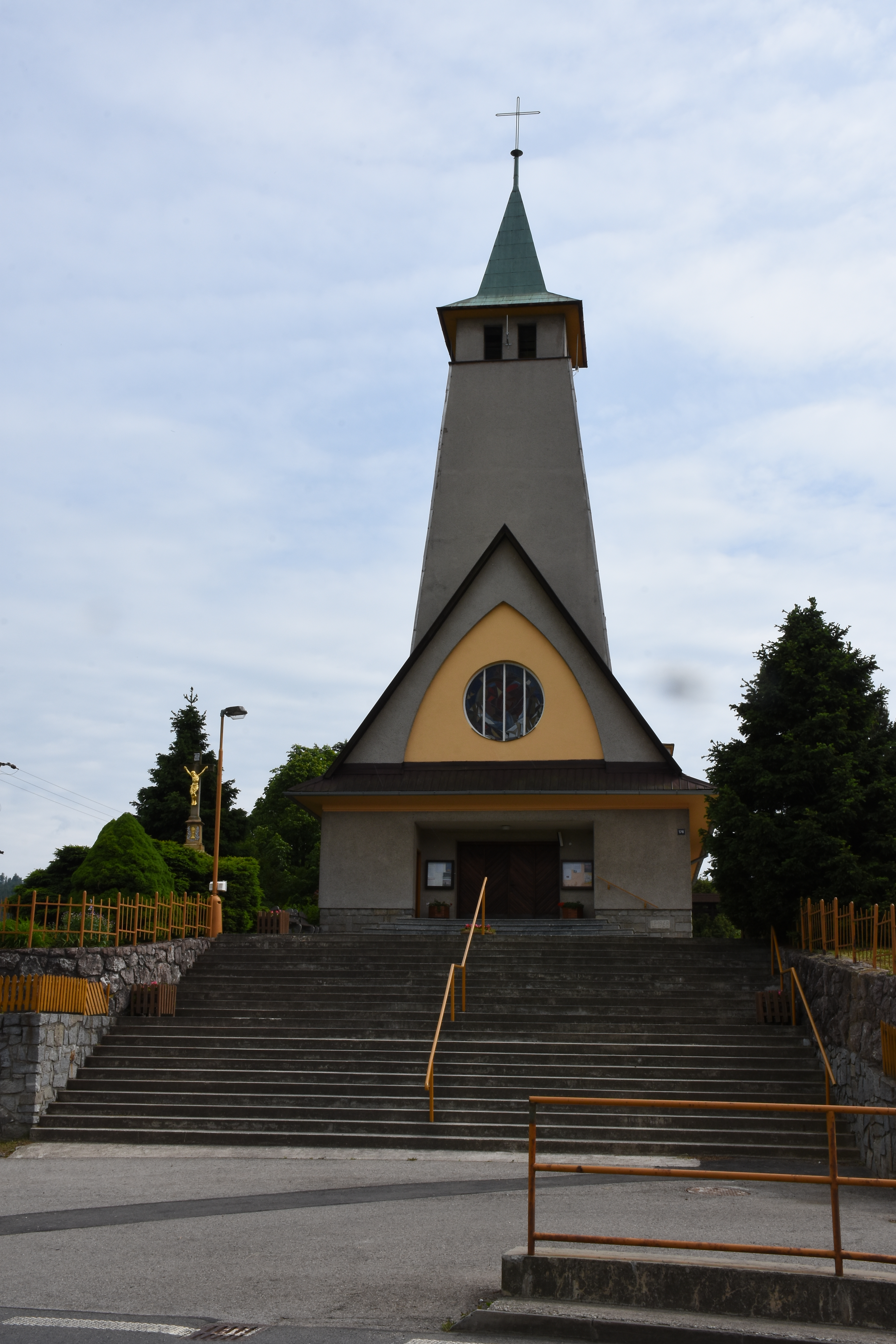
Kostel
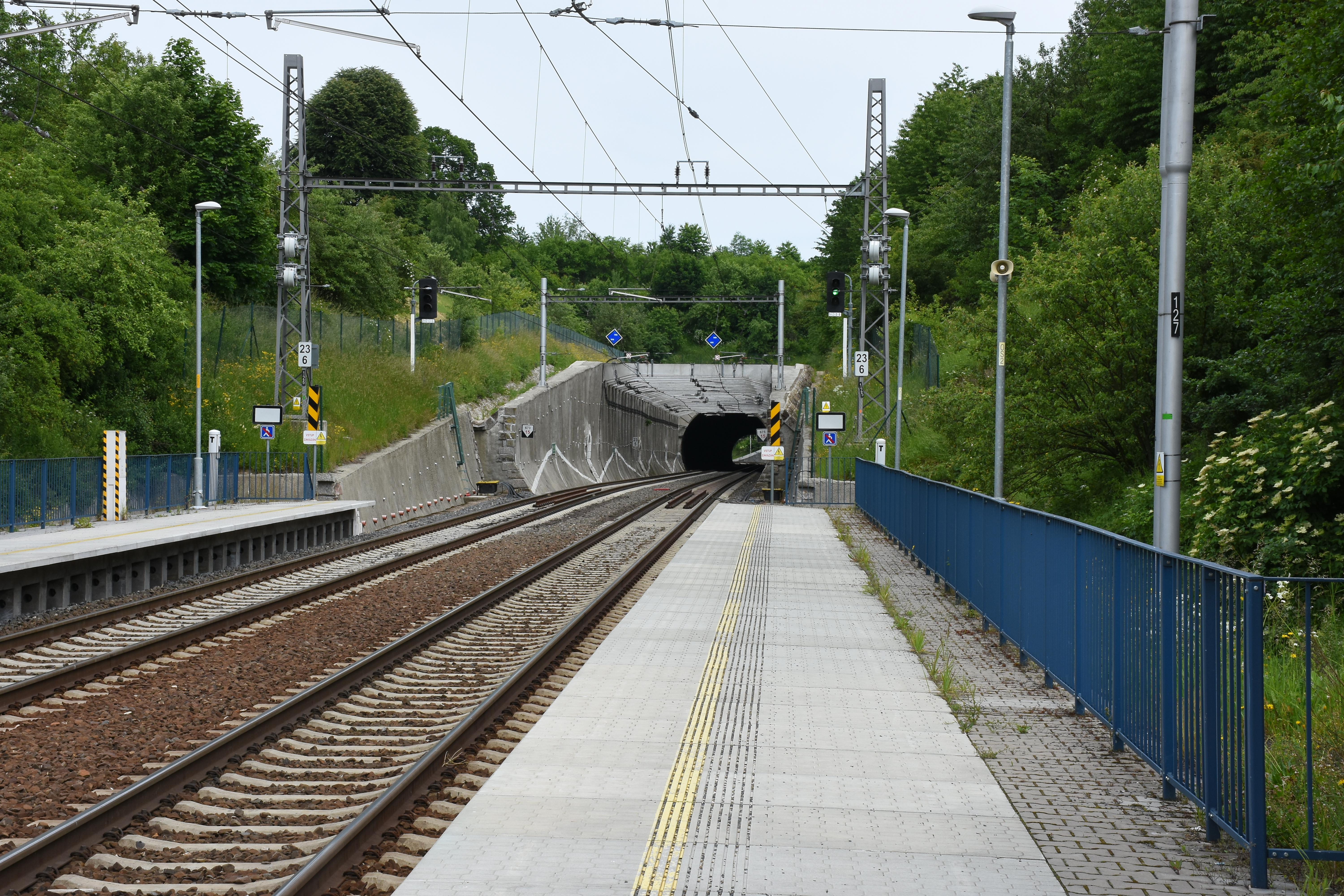
Železniční zastávka
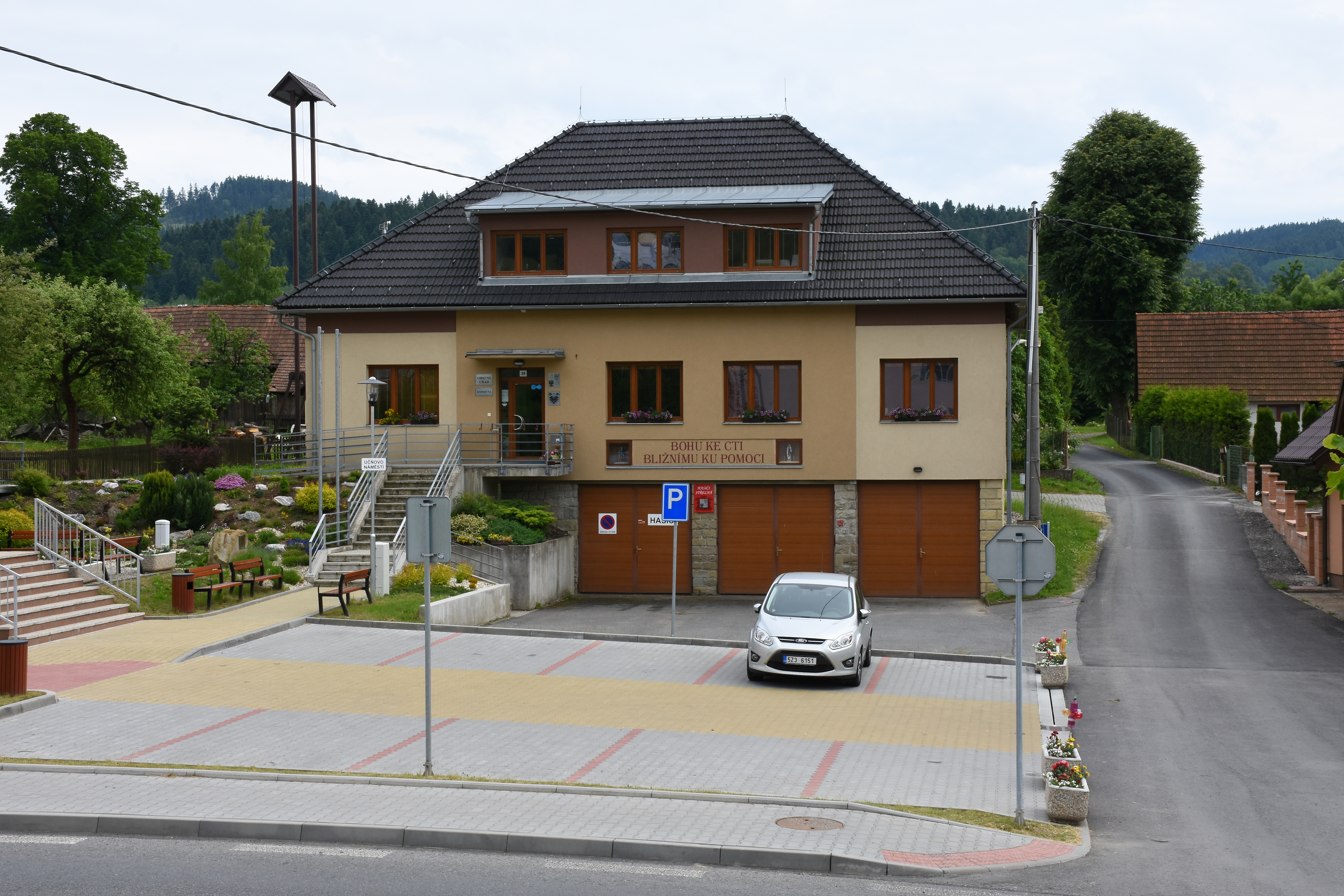
Obecní dům a hasiči
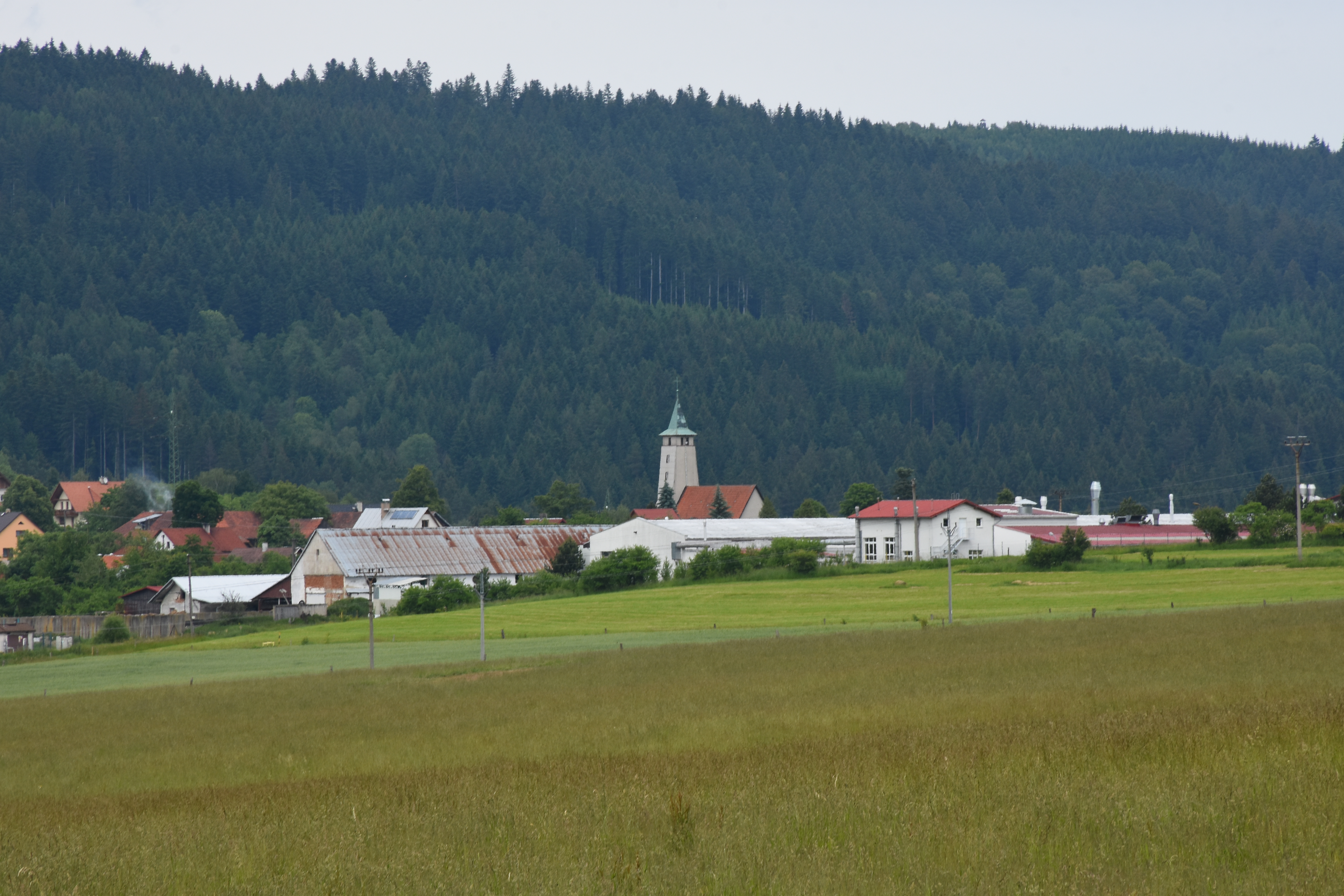
Z dálky